# 明拉尼利亚
明拉尼利亚，是西班牙卡斯蒂利亚-拉曼恰昆卡省的一个市镇。总面积110平方公里，总人口2289人（2001年），人口密度21人/平方公里。